# Five Came Back
Five Came Back è un documentario americano basato sul libro del 2014 Five Came Back: A Story of Hollywood and the Second World War del giornalista Mark Harris. È stato presentato come documentario stand-alone a New York e Los Angeles e come in una serie in tre parti su Netflix, il 31 marzo 2017.
Il documentario si concentra su cinque registi - John Ford, William Wyler, John Huston, Frank Capra e George Stevens - i cui lavori legati alla guerra sono analizzati dai registi moderni, rispettivamente Paul Greengrass, Steven Spielberg, Francis Ford Coppola, Guillermo del Toro, e Lawrence Kasdan. Meryl Streep, che funge da narratrice nella versione originale, ha vinto il Primetime Emmy Awards come miglior narratore per la sua interpretazione.

## Storia
Five Came Back esplora le esperienze di cinque registi americani - John Ford, William Wyler, John Huston, Frank Capra e George Stevens - e il loro lavoro in prima linea durante la seconda guerra mondiale. L'opera si avvale di oltre 100 ore di filmati d'archivio. Ogni regista moderno discute l'impatto e le eredità di uno dei cinque precedenti registi: Steven Spielberg (Wyler), Francis Ford Coppola (Huston), Guillermo del Toro (Capra), Paul Greengrass (Ford) e Lawrence Kasdan (Stevens).
Netflix ha anche reso disponibili sulla sua piattaforma 13 documentari presenti nel film:
- La battaglia delle Midway (1942, John Ford)
- Preludio alla guerra (1942, Frank Capra)
- La battaglia di Russia (1943, Frank Capra)
- Undercover: How to Operate Behind Enemy Lines (1943, John Ford)
- Agguato ai tropici (1943, John Huston)
- La bella di Memphis (1944, William Wyler)
- The Negro Soldier (1944, Stuart Heisler, prodotto da Frank Capra)
- Vittoria tunisina (1944, John Huston)
- Conosci il tuo nemico: Giappone (1945, Frank Capra)
- The Battle of San Pietro (1945, John Huston)
- Nazi Concentration Camps (1945, George Stevens)
- Let There Be Light (1946, John Huston)
- Colpo di fulmine (1947, William Wyler)

## Produzione
Il film è basato sull'omonimo libro del 2014 di Mark Harris. I cineasti hanno studiato più di 100 ore di filmati di cinegiornali e di archivio e più di 40 documentari e film di formazione creati dai cinque registi durante la guerra. Hanno anche recensito 50 film in studio dei registi e più di 30 ore di filmati grezzi dai loro film di guerra. Il regista Laurent Bouzereau, che ha una vasta esperienza nella documentazione di film e registi, ha introdotto l'idea di intervistare cinque registi attuali per il progetto.
Meryl Streep ha registrato la narrazione per il documentario il 17 gennaio 2017, lo stesso giorno in cui ha ricevuto la sua 20° nomination all'Oscar (per Florence Foster Jenkins).

## Premi
Il 13 luglio 2017 Meryl Streep è stata candidata per l'Emmy Award per la narrazione (che ha poi vinto), e il compositore Jeremy Turner è stato candidato per un Emmy Award per l'eccezionale composizione musicale per una serie limitata, film o speciale (Original Dramatic Score) .

## Episodi
| Nº | Titolo originale     | Titolo italiano          | Diretto da        | Scritto da  | Uscita mondiale |
| --- | -------------------- | ------------------------ | ----------------- | ----------- | --------------- |
| 1 | The Mission Begins   | La missione comincia     | Laurent Bouzereau | Mark Harris | 31 marzo 2017   |
| L'episodio analizza le esperienze dei cinque registi precedenti alla seconda guerra mondiale e le loro motivazioni per aiutare lo sforzo bellico. La battaglia delle Midway di John Ford è stata approvata direttamente dal presidente Franklin D. Roosevelt mentre Frank Capra ha dovuto lottare per distribuire Preludio alla guerra. |                      |                          |                   |             |                 |
| 2 | Combat Zones         | Zone di combattimento    | Laurent Bouzereau | Mark Harris | 31 marzo 2017   |
| I registi apprendono che la loro visione dei film non è sempre consentita dal governo degli Stati Uniti. Wyler è scioccato dal razzismo che incontra contro i soldati afroamericani ed è per questo motivo che si rifiutò di dirigere un film per reclutare soldati neri. Nel frattempo, la raffigurazione razzista dei film sulla rappresentazione del popolo giapponese e tedesco è preoccupante per il Dipartimento di Guerra, che a quel tempo aveva pianificato di ridistribuire la popolazione giapponese-americana dai campi di internamento nelle città degli Stati Uniti.                                       |                      |                          |                   |             |                 |
| 3 | The Price of Victory | Il prezzo della vittoria | Laurent Bouzereau | Mark Harris | 31 marzo 2017   |
| I cinque registi tornano a Hollywood dopo la guerra, ma sono per sempre perseguitati da ciò che hanno visto. Ford si ubriaca dopo aver filmato la carneficina del D-Day. Stevens è del tutto impreparato agli orrori di Dachau e si rende conto che non è lì per filmare della propaganda ma per cogliere prove di crimini contro l'umanità. Wyler, che ha perso l'udito durante la guerra, teme che la sua carriera sia finita. Huston parla di soldati che soffrono di disturbi da stress post-traumatico nel film Let There Be Light (opera censurata dal governo degli Stati Uniti e distribuita solo decenni dopo). |                      |                          |                   |             |                 |

## Accoglienza

### Critica
Five Came Back ha ricevuto molti consensi dalla critica. Ha un punteggio di approvazione del 97% basato su 37 recensioni sull'aggregatore Rotten Tomatoes. Peter Travers del periodico Rolling Stone ha dato alla serie 3,5 stelle su 4, scrivendo, "Probabilmente il miglior documentario mai realizzato su Hollywood e in tempo di guerra, Five Came Back è il nirvana per gli amanti del cinema e un vero e proprio apripista per chiunque sia un neofito dell'argomento." David Sims della rivista Atlantic ha elogiato la rilevanza della serie e ha dichiarato che avrebbe dovuto essere più lunga: "Il libro di Harris ha riconosciuto che Hollywood spesso dà forma alla nostra percezione della realtà più di quanto sappiamo e che il reclutamento di questi registi da parte dell'esercito USA si intreccia all'industria cinematografica con supposizioni a volte pericolose per la verità e il realismo. Five Came Back è, alla fine, un esame convincente della propaganda, il suo scopo, la sua efficacia e i suoi inconvenienti. Queste sono tutte cose che vale la pena tenere a mente nel 2017, proprio come lo erano molti decenni fa. "
Allison Shoemaker, che ha esaminato ogni episodio separatamente per The A.V. Club, ha dato a "The Mission Begins" una B + e votato sia "Combat Zones" che "The Price of Victory" con una A. Rivedendo l'episodio finale, scrive, "Non sorprende che la conclusione di questa straordinaria serie racchiuda un wallop - dopotutto l'episodio precedente termina con il D-Day all'orizzonte - ma ciò che sorprende è quanto con grazia Laurent Bouzereau e Mark Harris colleghino questi eventi e verità mostruosamente sbalorditive all'arte che li ha seguiti. La vita meravigliosa delle esperienze di George Stevens a Dachau sembra un po 'troppo lunga? Certo, ma in qualche modo non lo è. La storia di George Bailey è anche di Capra, di Ford e di Wyler. C'è molto che quest'opera chiarisce: le esperienze e le riprese catturate da questi uomini hanno cambiato gli Stati Uniti, il mondo e gli stessi registi in modo irrevocabile ".
John Anderson del Wall Street Journal scrive: "Nel complesso, la serie è molto simile alla sua storia: mitica, avventurosa, romantica e reale". Brian Tallerico, scrivendo per RogerEbert.com, lo ha definito un "must-see" e un "sogno del cinefilo e dello storico diventato realtà".
Nel New York Times, Ben Kenigsberg scrive: "Soprattutto, Five Came Back è un invito a vedere di più: è difficile guardarlo senza voler visitare (o rivisitare) la signora Miniver di Wyler o I sacrificati di Ford. Questi uomini non stavano semplicemente creando propaganda, ma arte che avrebbe resistito".
Kristin Hunt di Slashfilm ha messo in dubbio la serie per non aver affrontato l'antisemitismo di Ford o l'ammirazione di Capra per Benito Mussolini, ma il suo giudizio è stato generalmente positivo, scrivendo: "Five Came Back è una testimonianza del potere del cinema e delle implicazioni morali che ne derivano. Come è stata permessa tutta questa propaganda? Il documentario a volte ha paura di affrontare davvero quella domanda, ma quando lo fa, è una cosa avvincente". Peter Debruge, capo critico cinematografico di Variety, fu meno entusiasta, criticando la serie per aver lasciato la ricca ricerca originale nel libro di Harris per i pensieri dei cinque registi di Hollywood, il cui scopo era di natura promozionale.